# Инфинитив
Терминът инфинитив произлиза от къснолатинското [modus] infinitivus, производно от infinitus. С този термин се означава глаголна форма, позната в някои езици, която обаче има различни признаци и не се поддава на обща дефиниция. В българските граматики под инфинитив се разбира особена нелична глаголна форма, която е неизменяема, но в някои езици (като португалския) съществува личен инфинитив, който може да се променя по лице и число.
Инфинитивът изразява самото глаголно действие без връзка с изменението на глагола. Затова инфинитивът се използва като основна форма на глагола в речниците на езиците, които имат инфинитив.
Съвременният български език е загубил инфинитива. Инфинитив не познават също така съвременният гръцки, грузински, арабски език, както и много други езици.

## Български език
Характерна особеност на съвременния книжовен български език е липсата на инфинитив. Инфинитивът е съществувал в старобългарския език, но днес е изчезнал като граматическа категория. Тази форма е заменена от да-конструкция (да + глагол) под влияние на балканската езикова среда.
Инфинитивът в българския език се е пазил непроменен дълго време, но наченки на замяна с да-конструкция се наблюдават още в старобългарския период. През този период няма ясна граница между сферата на употреба на инфинитива и да-конструкцията.
Инфинитивът постепенно е загубил своята жизненост, но е успял да се запази през целия среднобългарски период успоредно с да-конструкцията. Инфинитивът обаче не навсякъде е можел да бъде заменян и в такива случаи е съкращавал формата си. Първоначално е отпаднала крайната гласна и от окончанието -ти. През втория етап от съкращаването е отпаднала и съгласната т. В резултат на тези промени съкратената форма на инфинитива се образува чрез отпадане на старобългарското инфинитивно окончание -ти (например казати преминава в каза).
Надделяването на да-конструкциите и почти пълното заместване на инфинитива се наблюдава в ранния новобългарски период на езика. При формирането на книжовния език през Възраждането да-формите са неизбежни въпреки търсената архаизация и славизация.
Днес се пазят само някои остатъци от съкратен инфинитив, които съвпадат с глаголната форма за 3 л. ед.ч. на минало свършено време. Остатъците от инфинитив са загубили именния си характер изцяло и се използват рядко само в някои изрази: след глаголите мога и смея, най-често в отрицателна форма, и след повелителните форми недей, недейте и стига:
не мога ти ка̀за, недей пѝпа, не смея взе, стига вѝка.
В езика на най-старото поколение новобългарски писатели могат да се срещнат архаични форми на бъдеще време, които вече не се употребяват, например видя̀ щем, което значи ще видим. В тези форми спомагателният глагол ща се спряга, а пълнозначният глагол остава в инфинитив:
видя̀ ща, видя̀ щеш, видя̀ ще, видя̀ щем, видя̀ щете, видя̀ щат.
Например поетът Пенчо Славейков пише:
На гроба ми изникна щат цветя –
това са мойте песни недопети.
А между тях изникна ще и тя –
от хубави най-хубавото цвете...
Изключително рядка употреба има т. нар. свръхсъкратен инфинитив, образуван от съкратения чрез изпадане на последната сричка. Например да̀ вместо даде и наре вместо нарече. Свръхсъкратеният инфинитив практически не се използва в съвременния български книжовен език, но се среща в стари текстове:
На челяка силом му земаш, та силом не можеш му да̀ (пословица).
Нашите женоря могат изпре и изтъка малко нещо коприна (П. Славейков).
[...] съдържа някои правила, които не можем наре инак освен еуфонични (Б. Цонев).
Почакайте още! И за тая помощ скоро време до̀ ще (Ран Босилек, „Излет“).
Последното изречение съдържа архаично бъдеще време със свръхсъкратен инфинитив:
 до̀ е съкратено от дойдѐ, тоест до̀ ще = дойдѐ ще = ще до̀йде.
 Вкаменялата форма до̀ ще се пази в израза до̀ ще време, който означава ще дойде време.

## Славянски езици
За инфинитива в старославянския език се предполага, че представлява вкаменял падеж от глаголно име с абстрактно значение; по-точно, произлиза от стар дателен падеж от име с основа -i. Инфинитивът е завършвал на -ti, като при съчетанията g-ti и k-ti се е изменил в -t'i.
В повечето съвременни славянски езици инфинитивът завършва на -ti/-ти, -t'/-ть или -ć(i). Старото окончание -t'i на старославянския език е преминало в -ci/-ći/-чи/-ћи.
В руския език инфинитивът завършва на -ти или -ть в зависимост от това дали окончанието се предшества от съгласен, или гласен звук. В украинския език инфинитивът завършва на -ти, а в беларуския – на -ць.
В съвременния чешки език инфинитивът завършва на -t. Тази наставка е сравнително нова и е надделяла над -ti, която също може да се ползва, но се смята за остаряла. Официално промяната е въведена в книжовния чешки език през 1957 г. за стандартните глаголи, а през 1980 г. за глаголи, завършващи на -ci, обаче в разговорния език и диалектите е настъпила доста по-рано. В словашкия език окончанието на инфинитива е -ť, а в полския език е -ć/-c.
В сръбския и хърватския език инфинитивът завършва на -ти/-ti или -ћи/-ći. Обаче в сръбския език инфинитивът често се заменя с да-конструкция, докато в хърватския език това явление е по-рядко.
Пример: Изречението Смятаме да купим нова къща. в тези два езика звучи така:
Сръбски: Намеравамо да купимо нову кућу.
Хърватски: Namjeravamo kupiti novu kuću.
Следващата таблица представя инфинитивите на някои глаголи в различните славянски езици.
| Български  | Старобългарски | Сръбски и хърватски | Словенски | Руски  | Украински | Беларуски | Полски  | Чешки     | Словашки | Горнолужишки | Долнолужишки |
| ---------- | -------------- | ------------------- | --------- | ------ | --------- | --------- | ------- | --------- | -------- | ------------ | ------------ |
| съм        |                | бити/biti           | biti      | быть   | бути      | быць      | być     | být       | byť      | być          | byś          |
| мога       |                | моћи/mȍći           | moči      | мочь   | могти     | магчы     | móc     | moct/moci | môcť     | móc          | móc          |
| имам       |                | имати/imati         | imeti     | иметь  | мати      | мець      | mieć    | mít       | mať      | měć          | měś          |
| ща (искам) |                | хтети/htjeti        | hoteti    | хотеть | хотіти    | хацець    | chcieć  | chtít     | chcieť   | chcyć        | kśěś         |
| пея        |                | пjевати/pjevati     | peti      | петь   | співати   | пець      | śpiewać | zpívat    | spievať  | spěwać       | spiwaś       |
| ям         |                | јести/jesti         | jesti     | есть   | їсти      | есці      | jeść    | jíst      | jesť     | jěsć         | jěsć         |

## Други езици
Инфинитивът съществува в много други езици. Например изречението Трябва да тръгвам. изглежда по следния начин на различни езици:
Английски: I have to go.
Немски: Ich muss gehen.
Испански: Tengo que irme.